# Antoine Philipp
Antoine Philipp (Brianzón, 3 de mayo de 1997) es un deportista francés que compite en ciclismo de montaña en la disciplina de campo a través. Ganó una medalla de oro en el Campeonato Mundial de Ciclismo de Montaña de 2015, en la prueba por relevos.

## Palmarés internacional
| Campeonato Mundial | Campeonato Mundial | Campeonato Mundial | Campeonato Mundial         |
| Año                | Lugar              | Medalla            | Competición                |
| ------------------ | ------------------ | ------------------ | -------------------------- |
| 2015               | Vallnord (Andorra) | Medalla de oro     | Campo a través por relevos |